# Marc Nelson
Marc Nelson es un cantante afrodescendiente de R&B más conocido por su éxito "15 Minutes" de 1999. Nelson fue primeramente parte del exitoso grupo de R&B Boyz II Men, pero abandonó antes de la grabación del primer LP. Durante mediados de los 90, Nelson formó parte del grupo Az Yet, notable por los sencillos "Last Night" y "Hard to Say I'm Sorry".
- Datos: Q510326